# Фалер
Фалер — передмістя Афін. Складається з двох частин: старої Палео-Фаліро (грец. Παλαιό Φάληρο) та нової Нео-Фаліро. Палео-Фаліро є самостійним муніципалітетом, в той час як Нео-Фаліро входить до складу Пірея.

## Історія
Фалер (грец. Φάληρον, Φάληρα, Φάληροι) — до піднесення Пірея головна афінська гавань, що лежала на схід від Муніхію. Названа на честь аргонавта Фалера. До Фалер вела від Афін південна стіна (грец. το νότιον або Φαληριχόν τείχος) довжиною в 35 стадій, закинута з часу побудови так званої середньої стіни, що з'єднувала Афіни з Піреєм.

## Музей кораблів
У Фалері розташований сухий док, де зберігається «Олімпія» — сучасна реконструкція давньогрецької трієри, а в гавані Фалер на вічній стоянці як корабель-музей встановлений броненосний крейсер «Георгіос Авероф». Напроти крейсера пришвартований інший корабель-музей — «Велос», що став символом відданості флоту ідеалам Конституції та демократії.